# Love Island Sverige 2023
Love Island Sverige 2023 är en dokusåpa på formatet Love Island som ursprungligen kommer ifrån Storbritannien 2016. Den tredje säsongen utspelade sig på Dominikanska republiken. 

## Upplägg
Säsongen äger rum i Dominikanska republiken) och prissumman är en halv miljon kronor.Finalen äger rum söndagen den 12 mars 11.00 på TV4 Play och 13 mars 00.00 på Sjuan.

### Programledare
Under programmets tredje säsong utsågs internetprofilen och tidigare Robinson-deltagaren Julia Franzén till programledare. Dessutom medverkar influeraren Jonna Lundell i den veckovisa sammanfattningen som sänds på lördagar.

### Deltagare[7]
Säsongen startade med 11 deltagare. En gatuhund under smeknamnet Lucy blev känd för tittarna efter att ha tagit sig in i produktionen och stannat i "villan".

### Vinnare
Vinnarna av Love Island Sverige 2023 var Adrian Podde och Celine Axman
| Namn                | Ålder | Stad            | Första dagen i villan | Sista dag i villan |
| ------------------- | ----- | --------------- | --------------------- | ------------------ |
| Adrian Podde        | 32    | Lund            | 23 januari 2023       | 12 mars 2023       |
| Andreas Deak        | 26    | Västra Frölunda | 24 januari 2023       | 12 mars 2023       |
| Burak Adas          | 27    | Uddevalla       | 23 januari 2023       | 24 februari 2023   |
| Emil Renmarker      | 21    | Trelleborg      | 21 februari 2023      | 12 mars 2023       |
| Gephte Kundo        | 24    | Göteborg        | 24 januari 2023       | 25 januari 2023    |
| Ikenna Abika        | 28    | Göteborg        | 23 januari 2023       | 17 februari 2023   |
| Jonas Eriksson      | 27    | Mölndal         | 15 februari 2023      | 8 mars 2023        |
| Kevin Hardevik      | 26    | Örebro          | 15 februari 2023      | 2 mars 2023        |
| Linus Mogren Wiberg | 22    | Örebro          | 23 januari 2023       | 5 februari 2023    |
| Manuel Bergman      | 19    | Stockholm       | 1 februari 2023       | 8 februari 2023    |
| Michel Bergman      | 19    | Stockholm       | 1 februari 2023       | 6 februari 2023    |
| Nicolas Gaete       | 23    | Stockholm       | 27 februari 2023      | 5 mars 2023        |
| Roland Morina       | 25    | Oskarshamn      | 15 februari 2023      | 19 februari 2023   |
| Tom Pettersson      | 27    | Nyköping        | 15 februari 2023      | 2 mars 2023        |

| Namn                   | Ålder | Stad       | Första dagen i villan             | Sista dagen i villan          |
| ---------------------- | ----- | ---------- | --------------------------------- | ----------------------------- |
| Beatrice Knapstedt     | 24    | Göteborg   | 23 januari 2023                   | 30 januari 2023               |
| Caroline Kronqvist     | 30    | Norrköping | 13 februari 2023                  | 24 februari 2023              |
| Celine Axman           | 21    | Stockholm  | 23 januari 2023                   | 12 mars 2023                  |
| Clara Mossfeldt        | 20    | Stockholm  | 13 februari 2023                  | 19 februari 2023              |
| Elin Skog              | 25    | Örebro     | 23 februari 2023                  | 5 mars 2023                   |
| Frida Hartman          | 20    | Stockholm  | 23 januari 2023                   | 12 mars 2023                  |
| Isabelle Oskarsson     | 22    | Gävle      | 23 januari 2023                   | 17 februari 2023              |
| Jennifer Celena Tamayo | 27    | Stockholm  | 30 januari 2023                   | 6 februari 2023               |
| Lisa Celander          | 27    | Palma      | 23 januari 2023, 28 februari 2023 | 10 februari 2023, 3 mars 2023 |
| Lisa Siden             | 22    | Stockholm  | 13 februari 2023                  | 2 mars 2023                   |
| Nicci Hernestig        | 23    | Ekerö      | 26 januari 2023                   | 12 mars 2023                  |
| Sara Alm               | 29    | Ängelholm  | 13 februari 2023                  | 19 februari 2023              |
| Therese Skog           | 32    | Stockholm  | 23 februari 2023                  | 27 februari 2023              |
| Wilma Wedelbacke       | 20    | Göteborg   | 9 februari 2023                   | 8 mars 2023                   |